# Сан-Бартоломе-де-Пінарес
Сан-Бартоломе-де-Пінарес (ісп. San Bartolomé de Pinares) — муніципалітет в Іспанії, у складі автономної спільноти Кастилія-і-Леон, у провінції Авіла. Населення — 634 особи (2010).
Муніципалітет розташований на відстані близько 70 км на захід від Мадрида, 18 км на південний схід від Авіли.

## Демографія
Динаміка населення (INE ):